# Dimos West Mani
Dimos West Mani (West Mani) är en kommun i Grekland.   Den ligger i prefekturen Messenien och regionen Peloponnesos, i den södra delen av landet, 170 km sydväst om huvudstaden Aten. Antalet invånare är 6 658.